# Falköpings trivialskola
Falköpings Trivialskola var en gymnasieförberedande skola i Falköping som verkade från 1700-talet till 1878.
En första skola startade 1696. 1822 omtalas skolan som en pedagogi och som en (mindre) lärdomsskola 1837.
1859 omtalas denna skola som ett allmänt läroverk med 15 elever och 1877 som en enklassig pedagogi som funnits sedan åtminstone 1874. 
Skolan som aldrig blev elementarläroverk ombildades till lägre allmänt läroverk 1878, Falköpings lägre allmänna läroverk.